# 걸사표
걸사표(乞師表)는 608년에 원광이 진평왕의 명령으로 수나라에 지원을 요청한 외교 문서이다.

## 배경
진흥왕의 집권 시기 신라는 한강유역을 차지한 후 나제 동맹을 파기하였다. 이에 백제와 고구려의 양면 공격을 받게 된 신라는 이를 타개하기 위해 수나라에 지원을 요청하게 된다. 이에 진평왕은 고구려 정벌을 위해 수(隋) 양제(煬帝)에게 원병을 청하는 《걸사표(乞師表)》를 원광에게 짓게 하였는데, 그는 "남을 없애며 자신이 산다는 것은 승려의 본분이 아니지만 대왕의 나라 안에서 먹고 사는 처지로서 그 명을 어길 수 없다"고 하며 《걸사표》를 지었다. 이는 그가 성직자로서 분명한 태도를 지니고 있었음을 보여주는 것이며 또한 현실을 무시하지 않은 대승 윤리의 실천자임을 보여주는 것이기도 하다.

## 결과
수나라는 612년 신라의 요청대로 고구려를 공격하였으나, 살수 대첩으로 인해 퇴각하였다.